# Jaime Trillos
Jaime Trillos Novoa (Bucaramanga, 30 de julio de 1935-Bucaramanga, 26 de febrero de 2014) fue odontólogo fundador de la facultad de Odontología de la Universidad Santo Tomás de Bucaramanga y político colombiano, hijo de Manuel Antonio Trillos Vega y Ana Rosa Novoa Ortiz, graduado de bachiller del Colegio San Pedro Claver y profesional de la Pontificia Universidad Javeriana de Bogotá
Incursionó en la política al ser nombrado secretario de gobierno del departamento en 1966, después fue Alcalde de Bucaramanga en 1967, siendo el más joven de la historia en ocupar el cargo, con apenas 31 años. Fue Gobernador de Santander por nombramiento del presidente Misael Pastrana el 3 de mayo de 1971, destacándose en su mandato por haber construido cuatrocientos kilómetros de vías transitables y un intenso programa de electrificación rural, así como por haber creado la bandera del Departamento. En agosto de 1973 fue nombrado Cónsul General de Colombia en Hamburgo, Alemania donde se desempeñó hasta julio de 1976. En 1979 fundó la Facultad de Odontología de la Universidad Santo Tomás de Bucaramanga, siendo su decano hasta abril de 1990.
El doctor Trillos había contraído matrimonio católico con Alicia Muñoz Beltrán el 14 de marzo de 1959, de esa unión nacieron sus hijos Jaime Alberto (odontólogo), Ángela María (arquitecta), Javier Eduardo (abogado) y Carmen Alicia (psicóloga). En 1997 contrajo matrimonio civil con Aura Lilián Suárez García. En 1996 fue Presidente de la Junta directiva del Club del Comercio de Bucaramanga. Falleció de un paro cardíaco.